# Karmravor
VII DC - República de Armenia, Aragatsotn Marz

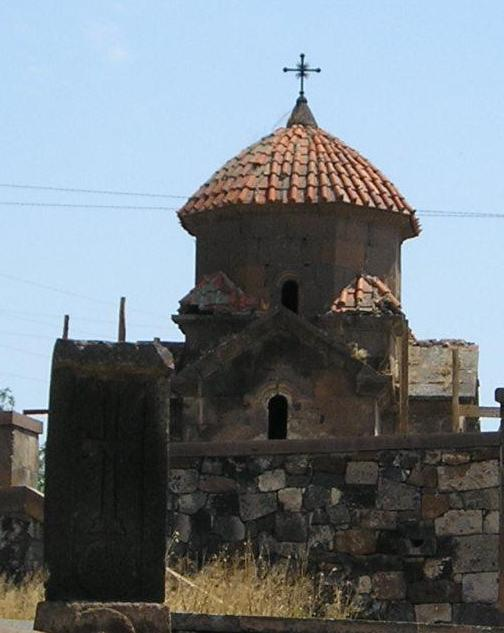
Vista de la iglesia Karmravor en Ashtarak

 Esta pequeña iglesia llamada también S. Astvatsatsin se encuentra al Nor-Este de la ciudad Ashtarak. No se conoce la data de su fundación, pero los especialistas creen que es de siglo VII d. C.. La iglesia no ha sufrido grandes transformaciones a lo largo de los siglos, conservando incluso parte de la cubrición original.